# Syngonanthus tiricensis
Syngonanthus tiricensis är en gräsväxtart som beskrevs av Harold Norman Moldenke. Syngonanthus tiricensis ingår i släktet Syngonanthus och familjen Eriocaulaceae. Inga underarter finns listade i Catalogue of Life.